# Cochise County
Cochise County er et amt i det sydøstlige hjørne af Arizona, USA med hovedsæde i Douglas og med New Mexico og Mexico som naboer.
Cochise-amtet var oprindeligt en del af Pima-amtet og blev dannet i 1881 og navngivet efter Apache-høvdingen Cochise som holdt til i Dragoon-bjergene, hvorfra han foretog angreb på nybyggerne som passerede ved foden af bjergene.